# 双桥河车辆段
双桥河车辆段位于天津市津南区雙橋河路，为天津地铁一号线的车辆段。附近有东沽路站。双桥河车辆段也是中國首座迁扩建车辆段。